# Johann Jakob Huber (Astronom)

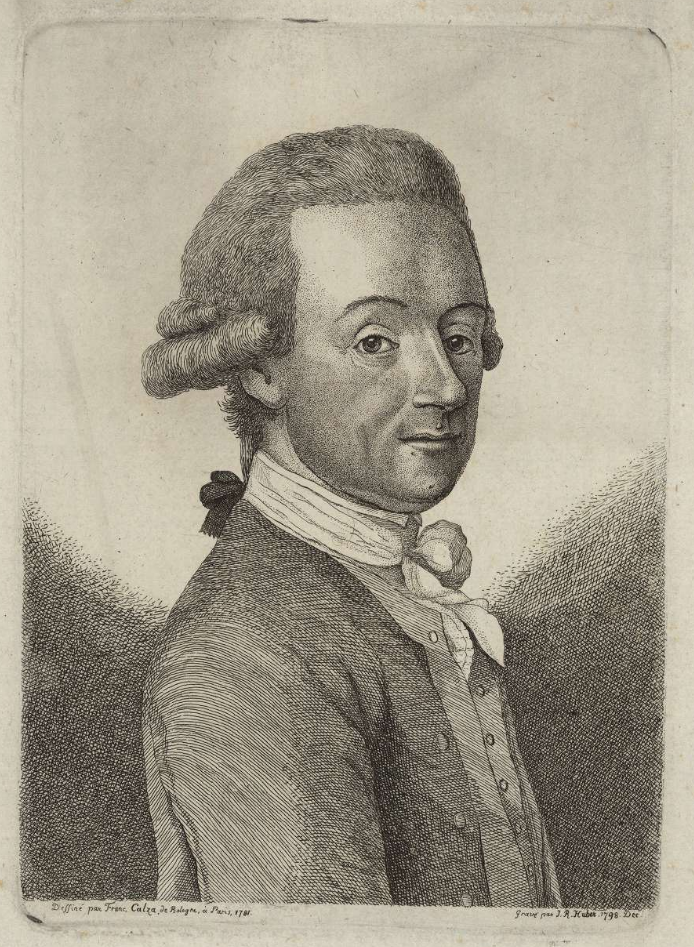
Johann Jakob Huber

Johann Jakob Huber (* 27. August 1733 in Basel; † 21. August 1798 in Gotha während des ersten europäischen Astronomenkongresses) war ein Schweizer Astronom.

## Leben und Werk
Huber war der erstgeborene von zwei Söhnen des Basler Kaufmanns Johann Jakob Huber (1704–1759) und dessen erster Ehefrau Anna Maria Winkelblech (1706–1736). Er lernte an den gewöhnlichen Basler Schulen. Sein Vater hatte für den ältesten Sohn der Kaufmannsfamilie ursprünglich auch einen kaufmännischen Berufsweg erwogen, doch da sich schon frühzeitig seine Neigung zur Mathematik und Astronomie zeigte, gestattete er ihm ein entsprechendes Studium. Zu seinen Hochschullehrern in der Heimatstadt zählten unter anderem die Mathematiker Daniel Bernoulli und Johann II Bernoulli.
1754 war Huber Astronom in Greenwich. Von 1754 bis 1755 unternahm er eine wissenschaftliche Englandreise. Während dieser verfasste er am 19. Oktober 1754 in Croydon eine Denkschrift über die Bestimmung der geographischen Länge auf See, die Überlegungen über ein bestimmtes Bauteil mechanischer Uhren enthielt: eine Hemmung mit konstanter Kraft. Bei dem Besuch einer Vorlesung von James Bradley im Frühjahr 1755 an der Universität von Oxford übergab er diesem sein Memorandum. Da Bradley von der Arbeit beeindruckt war und die darin beschriebene Hemmung einfacher fand als die von John Harrison, gab Huber bei dem Uhrmacher Thomas Mudge ein Modell seiner Neuerung in Auftrag.
Im Jahr 1756 wurde Huber von Friedrich II. nach Potsdam berufen und dort Professor und Astronom der Akademie der Wissenschaften. Am 15. Januar 1756 wurde er ordentliches Mitglied. Im selben Jahr nahm er auch das Amt des Direktors der Berliner Sternwarte an. Wegen der unzulänglichen Ausrüstung gab er 1758 die Stelle in Berlin wieder auf und kehrte heim nach Basel. Seit dem 27. Januar 1758 war er auswärtiges Mitglied der Akademie. In Basel heiratete er im selben Jahr seine zweite Frau Rosina Rohner (1737–1812) und arbeitete fortan als Privatgelehrter.
Am 21. August 1798 verstarb Huber in Gotha auf einer Deutschlandreise, die ihn über Berlin führte. Er war an der Gothaer Seeberg-Sternwarte zum ersten europäischen Astronomenkongress erschienen, als er kurz nach seiner Ankunft erkrankte. Huber hatte fünf Töchter und drei Söhne. Sein erstgeborener Sohn, ebenfalls namens Johann Jakob Huber (1761–1790), verstarb schon einige Jahre vor ihm. Der Zweitgeborene, Johann Rudolf Huber (1766–1806), war Geschichtsprofessor und Pfarrer. Der Jüngste, Daniel Huber (1768–1829), war Mathematiker und ebenfalls Astronom.